# In Memory of Quorthon
In Memory of Quorthon es un box set de tres CD y un DVD con material remasterizado de las bandas Bathory, Quorthon y Jennie Tebler.
La lista de canciones fue seleccionada por "Boss" Forsberg. La portada fue diseñada por Kristian Wåhlin (Necrolord). Todas las canciones fueron remasterizadas. Incluye un póster de Quorthon escupiendo fuego tomada en la sesión de 1987 en London's Railway Bridge. Las letras fueron escritas personalmente por Quorthon. Además de las letras, el libro presenta la historia de Bathory, discografía, los antecedentes de la primera grabación –
con los títulos, años, los estudios, incluso un par de fotografías. Casi todo esto es de los archivos privados de Quorthon y The Boss .
El cuarto disco es un DVD que contiene el video de 11 minutos de “One Rode To Asa Bay”, así como la entrevista que MTV hizo a Quorthon en Londres para el lanzamiento de Hammerheart.

## Lista de canciones
Disco 1
1. Bathory - "Song to Hall Up High"
2. Bathory - "Oden's Ride Over Nordland"
3. Bathory - "Twilight of the Gods"
4. Bathory - "Foreverdark Woods"
5. Bathory - "A Fine Day to Die"
6. Bathory - "The Woodwoman"
7. Quorthon - "I've Had it Coming my Way"
8. Bathory - "Armageddon"
9. Bathory - "Born to Die"
10. Quorthon - "God Save the Queen" (Sex Pistols cover)
11. Bathory - "The Sword"
12. Bathory - "For All Those Who Died"
13. Bathory - "Call From The Grave"
14. Bathory - "Born For Burning"
15. Quorthon - "Boy"

Disco 2
1. Bathory - "One Rode to Asa Bay"
2. Bathory - "The Lake"
3. Bathory - "The Land"
4. Bathory - "Raise the Dead"
5. Bathory - "War Pigs" (Black Sabbath cover)
6. Bathory - "Enter the Eternal Fire"
7. Bathory - "Blood Fire Death"
8. Bathory - "Ring of Gold"
9. Bathory - "War Machine"
10. Bathory - "War"
11. Bathory - "Ace of Spades" (Motörhead cover)
12. Bathory - "Death and Resurrection of a Northern Son"
13. Bathory - "The Ravens"

Disco 3
1. Bathory - "The Wheel of Sun"
2. Bathory - "Apocalypse"
3. Bathory - "Black Diamond" (Kiss cover)
4. Bathory - "Woman of Dark Desires"
5. Bathory - "Destroyer of Worlds"
6. Bathory - "Sea Wolf"
7. Bathory - "Deuce" (Kiss cover)
8. Bathory - "The Return of Darkness and Evil"
9. Bathory - "Day of Wrath"
10. Quorthon - "I'm Only Sleeping" (The Beatles cover)
11. Bathory - "Ode"
12. Bathory - "Hammerheart"
13. Bathory - "Heimfard"
14. Bathory - "Outro"
15. Quorthon - "You Just Got to Live"
16. Jennie Tebler - "Silverwing"
17. Jennie Tebler - "Song to Hall up High"

DVD
1. "One Rode to Asa Bay Video" + Entrevista MTV

- Datos: Q903713